# Gaston Reinig

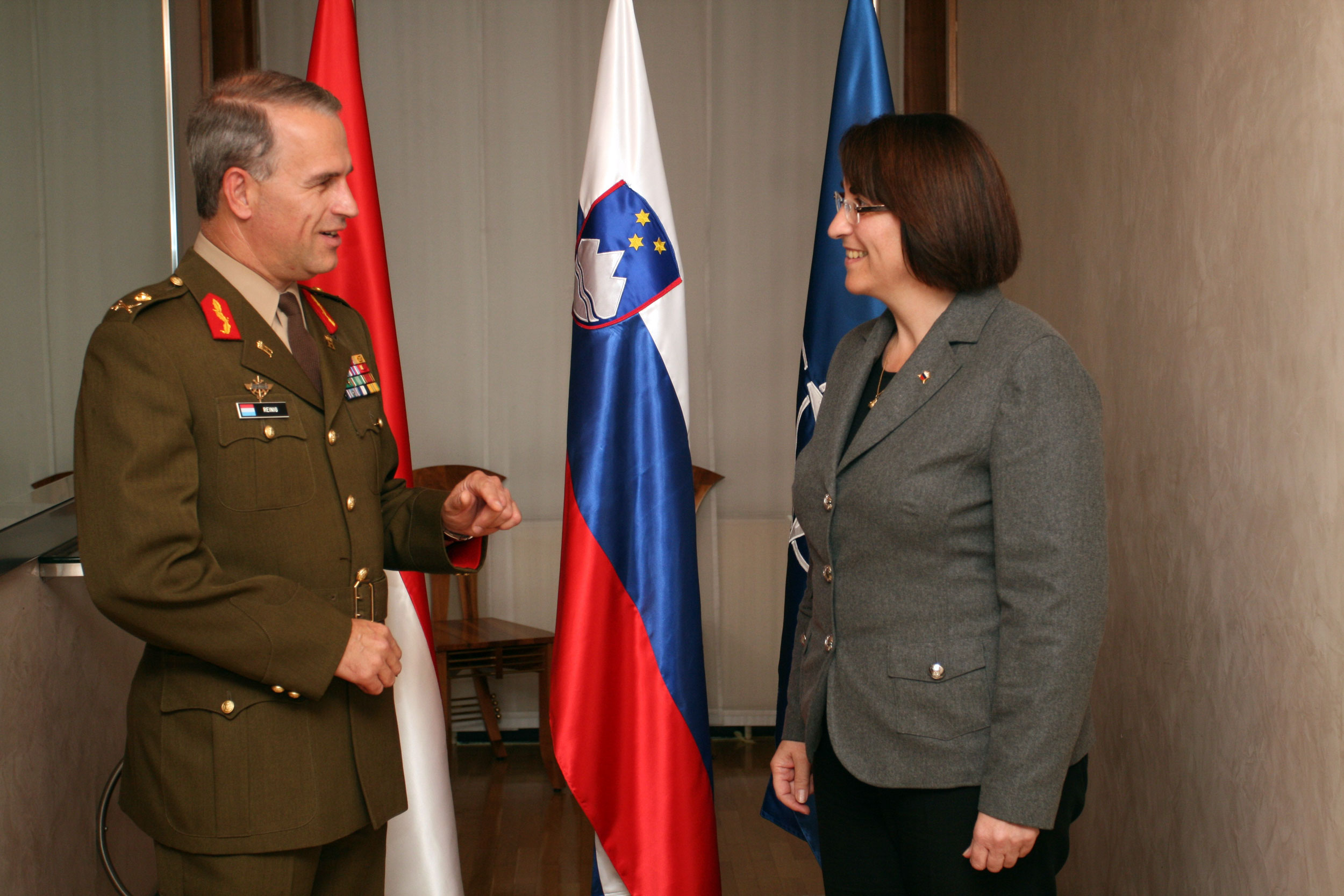
Gaston Reinig (links) bei einem Staatsbesuch in Slowenien (2009)

Gaston Reinig (* 17. November 1956 in Diekirch, Luxemburg) ist ein ehemaliger General Luxemburgs.

## Leben

### Militärische Laufbahn
Nach seinem Gymnasialabschluss trat Gaston Reinig der luxemburgischen Freiwilligenarmee als Offizier bei. 1976 ging er auf die École Royale Militaire in Brüssel und schloss sie erfolgreich in Sozial- und Militärwissenschaften ab. Seine als Offizier pflichtmäßigen Basisstudien führte er an der École d’Application de l’Infanterie in Montpellier weiter, die er 1982 ebenfalls erfolgreich abschloss. Im Militär-Ausbildungszentrum bekleidete er von 1982 bis 1998 folgende Posten: Zugführer, Führer der Grundausbildung, Infanteriekompanie-Kommandant, Personalchef und Chef der Logistik.
Seit dem 28. Januar 2002 war er Kommandant des militärischen Hauptquartiers in Diekirch. Am 31. Dezember 2007 wurde er als Nachfolger des Generalstabschefs Oberst Nico Ries eingesetzt und im März 2008 zum ersten General in der Geschichte des Luxemburger Militärs befördert. Den Posten als Chef des Generalstabs übte er bis zur Ablösung durch Mario Daubenfeld Anfang des Jahres 2013 aus.

### Abgeschlossene Ausbildungen
- 1983: Forward Air Controller (FAC) und Air Liaison Officer (ALO) Lehrgang in Fürstenfeldbruck (Deutschland)
- 1994: „École d’infanterie“ Infanteriekommandantenausbildung in Arlon (Belgien)
- 1987: Stabschefausbildung (“École d’État-major”) in Compiègne (Frankreich)
- 1991–1992: Generalstabsausbildung an der (“École Supérieure de Guerre Interarmées”) in Paris (Frankreich)
- 1997: “Institut des Hautes Études de Défense Nationale” in Straßburg (Frankreich)
- 2007: Abschluss für nationale und internationale Sicherheit an der John F. Kennedy School of Government in Cambridge, Massachusetts

## Auszeichnungen

### National
- Komtur des Verdienstordens des Großherzogtums Luxemburg
- Offizier des Militär- und Zivildienst-Ordens Adolphs von Nassau
- Kommandeur des Ordens der Eichenkrone

### International
- 1988: Verdienstkreuz am Bande des Verdienstordens der Bundesrepublik Deutschland
- 2009: Großoffizier des Verdienstordens der Italienischen Republik
- Komtur 1. Klasse des Ordens des Löwen von Finnland
- ECMM Medal for Service with the European Community Monitor Mission
- Army Commendation Medal